# John Guttag

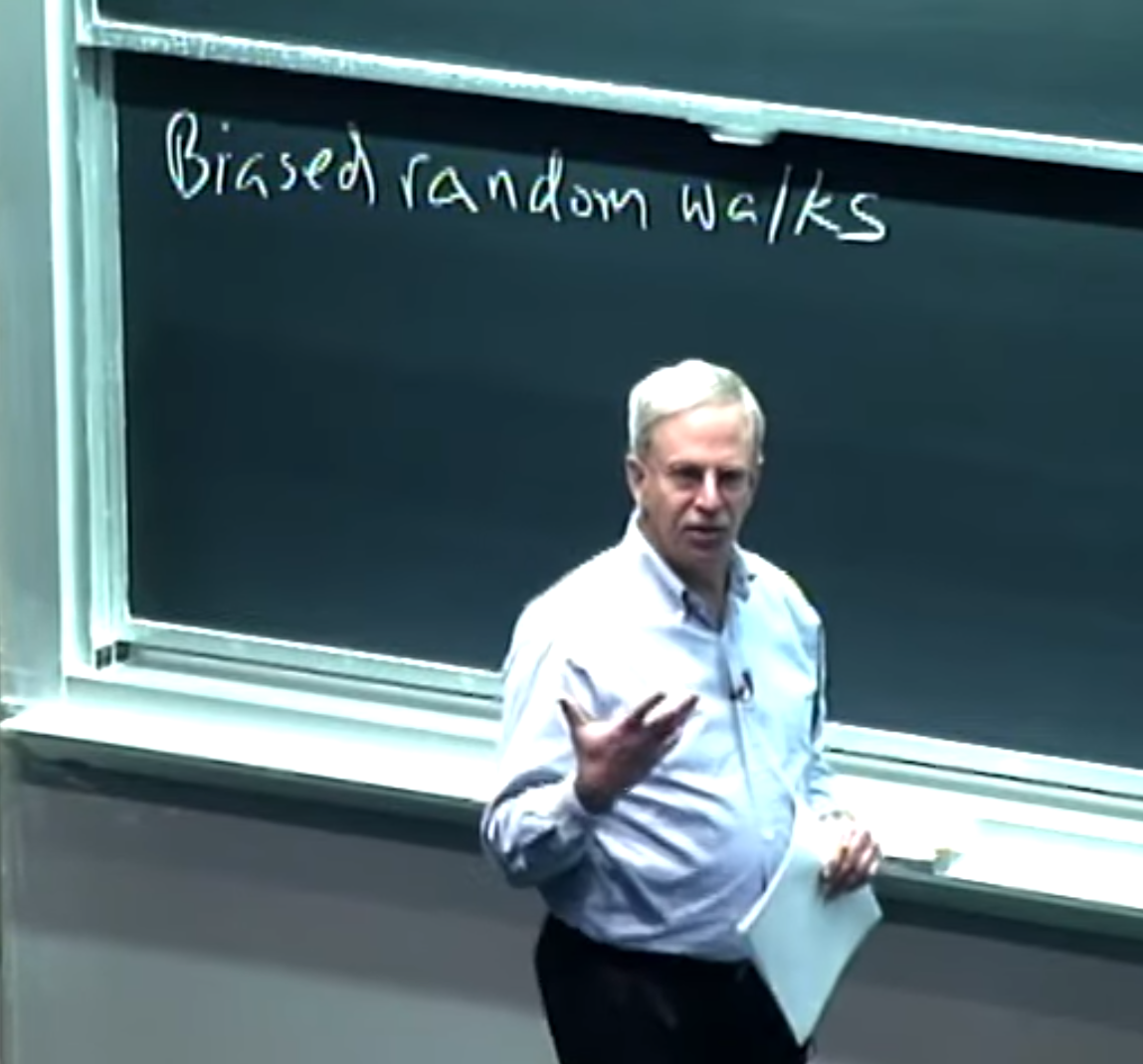
John Guttag tijdens het lesgeven

John Vogel Guttag is een Amerikaanse computerwetenschapper, hoogleraar en voormalig hoofd van het departement voor elektrotechniek en computerwetenschappen aan MIT.

## Jeugd en opleiding
John Guttag is de zoon van Marjorie Vogel Guttag en Irwin Guttag (1916-2005). Zijn vader was een beurshandelaar die hoge functies had in meerdere handelsbedrijven.
Guttag behaalde een Bachelor of Arts in Engels in 1971 en een master in toegepaste wiskunde in 1972, beide aan de Brown universiteit.
Aan de Universiteit van Toronto behaalde hij in 1975 zijn doctoraat in de computerwetenschappen met zijn thesis "The Specification and Application to Programming of Abstract Data Types" ("De specificatie en toepassing van abstracte datatypes bij programmeren").

## Carrière
Van 1975 tot 1978 was Guttag in dienst bij de University of Southern California. Vanaf 1979 is hij verbonden aan het Massachusetts Institute of Technology (MIT), waar hij van 1999 tot 2004 hoofd was van het departement voor elektrotechniek en computerwetenschappen. 
Guttag heeft veel onderzoek gedaan naar het gebruik van algoritmes en machinaal leren (machine learning) in de medische wereld voor het voorspellen van onder andere epilepsieaanvallen en welke patiënten baat zouden hebben bij een bepaalde behandeling. Hij is anno 2020 ook technisch directeur van Health at Scale Technologies, dat in dit gebied actief is.
Guttag is de auteur van het boek "Introduction to Computation and Programming Using Python", dat ook gebruikt werd in het introductievak voor programmeren dat hij samen met Eric Grimson gaf aan MIT. Dit vak werd in het eerste semester van het academiejaar 2008-2009 opgenomen voor het MIT OpenCourseWare project. De eerste les van dit vak heeft op videoplatform YouTube meer dan 5 miljoen weergaven.